# Educação da Polônia durante a Segunda Guerra Mundial
A Educação secreta na Polônia (em polonês: Tajne szkolnictwo ou Tajne komplety) foi um sistema de ensino secreto que preparou as novas visões para a reconstrução pós-guerra na Polônia e rebateu a ameaça da erradicação da cultura polonesa pela Alemanha Nazi e União Soviética durante a Segunda Guerra Mundial.

## História

### Antecedentes: Repressões na educação polonesa

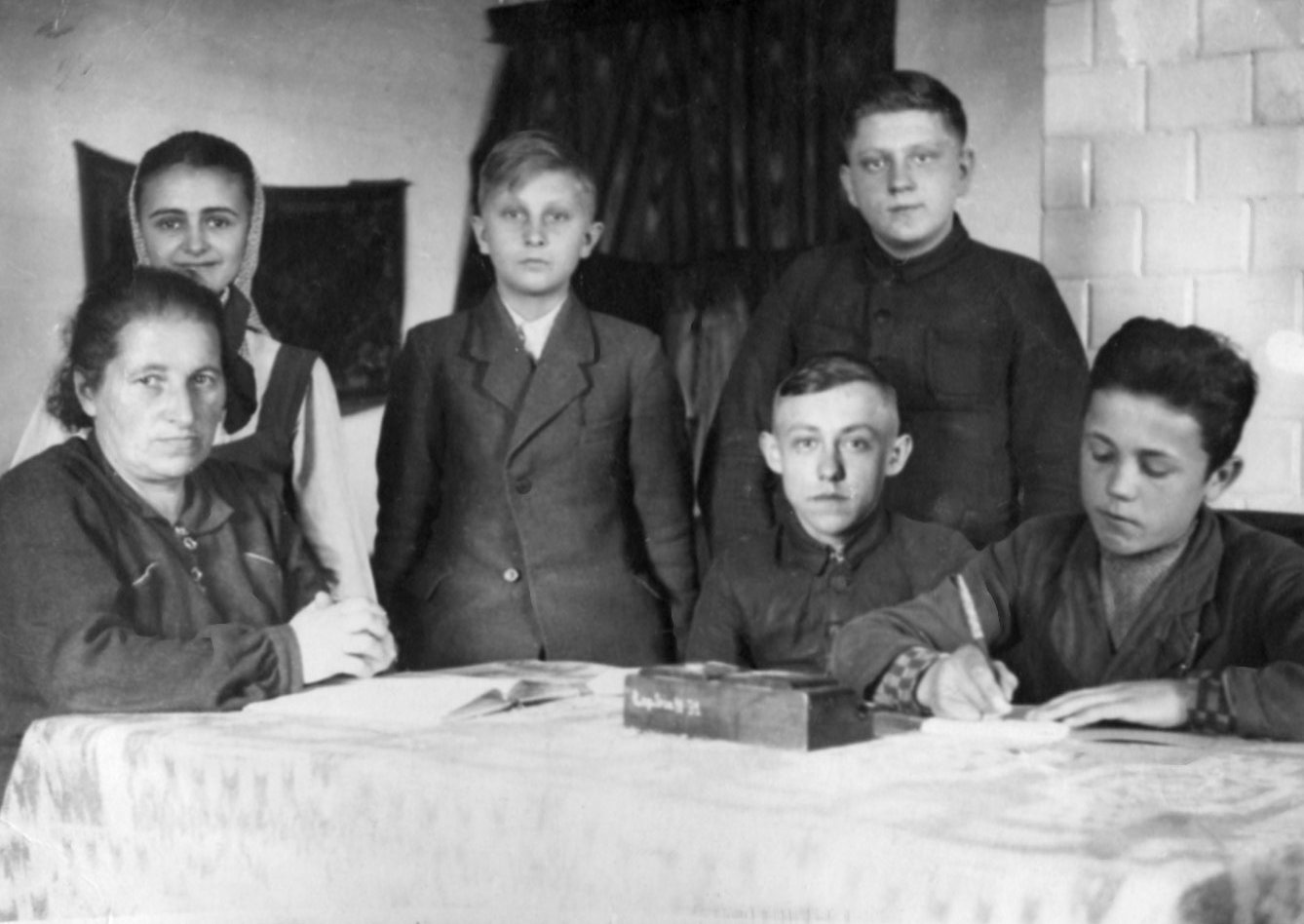
Educação em Łopiennik Górny, Polônia durante a Segunda Guerra Mundial, precisamente 1941.

Após a derrota polonesa na Invasão da Polônia de 1939 e a subsequente ocupação soviética do território polaco, a Polônia foi dividida e teve suas áreas diretamente anexadas pela  União Soviética e Alemanha, esta última controlando o Governo Geral. De acordo com teorias raciais nazistas, os eslavos não precisavam de ensino superior e toda a nação deveria ser transformada em iletrados servos para a raça alemã.  As únicas escolas que permaneceriam abertas eram escolas comerciais e cursos para trabalhadores da fábrica.  Heinrich Himmler escreveu: 
Para a população não alemã do Oriente não pode haver nenhum tipo de escola acima das escolas do quatro grau rudimentar. O trabalho destas escolas deve limitar-se ao ensino da contagem (não superior a até 500), a escrita de um nome, e ensinar que os mandamentos de Deus significam obediência aos alemães, a indústria, honestidade e polidez. Leitura não considero essencial. 
Em 1941, o número de crianças que frequentam a escola primária no Governo Geral era praticamente a metade do pré-guerra. .
Nos territórios incorporados ao Reich, a educação em polaco foi proibida e punida com a morte. Em todo o território polonês os alemães aboliram toda a educação universitária para não-alemães. Todas as instituições de ensino superior foram fechadas. A maioria dos laboratórios e seus equipamentos foram levados para a Alemanha e divididos entre as universidades alemãs, enquanto os edifícios foram transformados em novos escritórios e quartéis militares.

### Resistência: a educação secreta
No entanto, muitos professores e ativistas educacionais organizaram um sistema de cursos secretos por todo o país, revivendo a tradição da "Universidade voadora" dos tempos das partilhas da Polônia. Aqueles que sobreviveram à Ação AB e não foram enviados para campos de concentração começaram a dar palestras ativamente para pequenos grupos em apartamentos privados. Os atendentes foram constantemente arriscados a deportação e morte.
A maior parte da educação secreta foi organizada pela Tajna Organizacja Nauczycielska (TON) (em português: Organização Secreta dos Professores), que cuidava da secreta educação de nível primário e secundário. Norman Davies estima que a organização empreendeu a educação de um milhão de crianças.  Em 1942, cerca de 1.500.000 alunos participaram da TON. Em 1944, seu sistema de ensino secundário havia abrangido 100.000 pessoas e os cursos de nível universitário, cerca de 10.000. 
A rede de faculdades secretas espalhou-se rapidamente e em 1944 havia mais de 300 professores e 3.500 alunos de diversos cursos da Universidade de Varsóvia, apenas. Faculdades de Ciências Sociais, bem como Ciências Humanas, faculdades de medicina, teologia, Matemática e Biologia foram mantidas vivas na Universidade de Vilnius em Vilnius, de 1939 até 1944, com palestras, seminários e exames. 

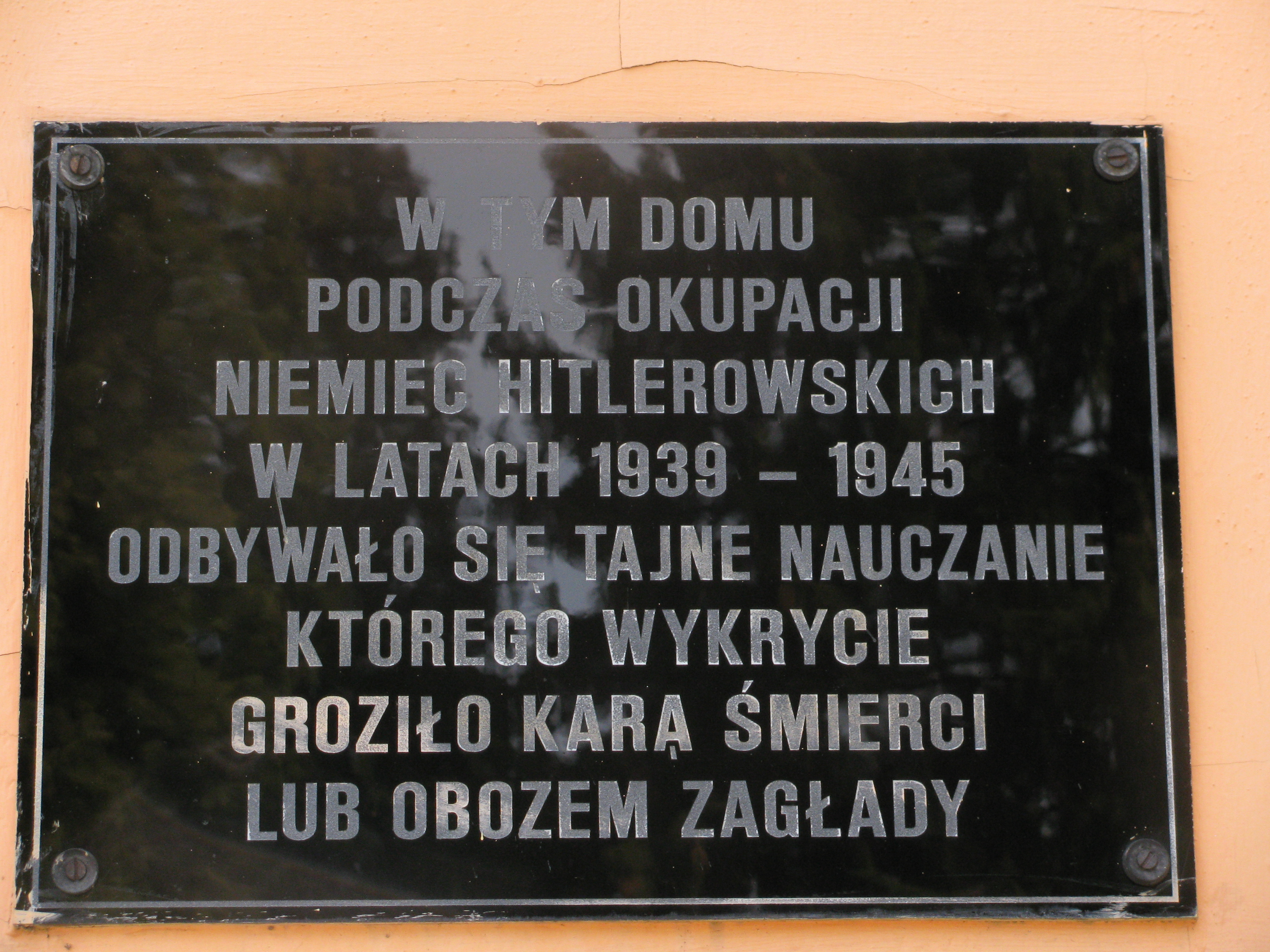
Placa comemorativa ao ensinamento secreto ocorrido em uma das casas de Gorlickich.

 As principais universidades incluem a Universidade de Lviv, Universidade de Varsóvia, Universidade de Stefan Batory, em Vilnius e Universidade Jaguelônica de Cracóvia. Uma nova universidade, Uniwersytet Ziem Zachodnich (Universidade das Terras do Oeste) foi criada em Varsóvia, com filiais em Kielce, Jędrzejów, Częstochowa e Milanówek. Esta última foi composta na maior parte dos professores da Universidade Adam Mickiewicz de Poznań, sendo 17 unidades diferentes, entre elas a faculdade de medicina e cirurgia.
Quase 10.000 alunos receberam diplomas de mestrado nas universidades secretas e centenas de outros receberam doutorados. Casas de impressão secretas surgiram em toda a Polônia pouco depois do início da guerra, com instalações da para aprendizagem secreta, com manuais e scripts.
Os professores organizaram uma rede secreta de escolas secundárias, escolas de comércio e cursos especiais de assuntos proibidos, tais como a língua polonesa, história e geografia. Um caso especial foi o segredo talmúdico de escolas organizadas em guetos. Até 1944, havia mais de um milhão de estudantes secretos do ensino médio na Polônia. Pelo menos 18 mil alunos passaram nos exames escolares finais e receberam seus certificados. Isso levou a uma situação bizarra em que os alunos formalmente não-existentes entravam em faculdades formalmente inexistentes. A maioria desses certificados foram emitidos em formulários pré-guerra com as datas forjadas para indicar ou 1938 ou 1939. Estes, foram mais tarde aceitos pelas universidades polonesas pós-guerra.
Houve também uma rede secreta de colégios militares na maioria das grandes cidades. Até 1944, a maior parte dos regimentos da Armia Krajowa possuía suas próprias escolas militares para oficiais e sargentos, enquanto a sede regional organizava cursos para oficiais e de formação especial. O Szeregi Szare (Associação de Escotismo) abriu sua própria escola de sargentos em Varsóvia, apelidada "Agricola".
O treinamento e educação religiosa também tiveram seu lugar. Proeminente, a Igreja Católica Romana operado secretos seminários para a formação de sacerdotes. Um seminário bem conhecido foi onde o Arcebispo de Cracóvia, Cardeal Sapieha lecionava ao futuro cardeal e papa, João Paulo II (Karol Wojtyla).

## Professores das universidades secretas
A seguir, uma lista parcial das pessoas que arriscaram suas vidas a ensinar durante as ocupações nazista e soviética. A data ao lado é de sua respectiva morte daqueles executados por sua participação no sistema de ensino secreto durante esse período.
| - Stefan Bryła, engenharia (1943) - Eugeniusz Lokajski, esportes (1944, durante a Revolta de Varsóvia) - Marceli Handelsman, história (1945) - Tadeusz Manteuffel, história - Andrzej Mostowski, matemática - Kazimierz Iwiński, Língua polonesa - Zygmunt Szweykowski, história - Władysław Tatarkiewicz, filosofia e história da arte - Jan Łukasiewicz, lógica e filosofia - Władysław Czapliński, história - Marian Gieszczykiewicz, biologia (1942) - Mieczysław Małecki, linguística (responsável pela organização do sistema em Cracóvia) - Konstanty Troczyński, literatura (1942) - Adam Stefan Sapieha, teologia - Władysław Ślebodziński, matemática - Tadeusz Strumiłło, pedagogia e psicologia | - Stefan Inglot, história (preso mas não executado) - Iwo Jaworski - direito - Kazimierz Petrusewicz - direito - Bronisław Wróblewski - direito - Stefan Ehrenkreutz [carece de fontes?] - Franciszek Leja, história em Łańcut e Leżajsk |

## Estudantes das universidades secretas
Alunos notáveis das universidades secretas:
- Andrzej Maria Deskur, Cracóvia
- Tadeusz Konwicki, Vilnius
- Papa João Paulo II, Cracóvia
- Zbigniew Herbert, Cracóvia